# Bor Zuljan
Bor Zuljan (rojstno ime Borivoj Zupan), slovenski kitarist, * 22. april 1969, Šempeter pri Gorici. 
Za glasbo ga je navdušil oče, ki ga je komaj 6-letnega vpisal v glasbeno šolo. Po končanen šolanju se je njegova glasbena kariera nadaljevala od sodelovanja v pop-rock skupinah do tršega rocka, in sicer po naslednjem vrstnem redu:
1. Big Ben
2. As (Božidar Volfand Wolf)
3. Big Bolero Band
4. Šank Rock in Devil Doll